# Кошиц, Александр Антонович
Александр Антонович Кошиц (31 августа [12 сентября] 1875, село Ромашки, Киевская губерния, Российская империя — 21 сентября 1944, Виннипег, провинция Манитоба, Канада) — украинский хоровой дирижёр, композитор, фольклорист и педагог.

## Биография
Родился 31 августа (12 сентября) 1875 года в семье священника в селе Ромашки Киевской губернии России, которое теперь входит в Мироновский район Киевской области. Родители — Антон Игнатьевич Порай-Кошиц (р. 1830 ум. 1898) и Евдокия Михайловна Маяковская (р. 1836 ум. 1911). Сын — Дмитрий Александрович Кошиц.

Детство и юность прошли в окрестностях Звенигородки. Впоследствии А. А. Кошиц вспоминал: 
Моя Тарасивка, куда переехал мой отец летом в 1877 г., лежит в овраге на дороге (на 10-й слою) от Звенигородки к Вильшани. Её нивы граничат из кирилівськими, которые мерил босыми ногами наш гений Тарас Шевченко…
Окончил Киевскую духовную академию. Вскоре после выпуска заболел чахоткой, и на собранные вскладку братом Фёдором и сестрами деньги, отправился на лечение на Южный берег Крыма, где и провёл период с февраля по апрель 1902 года. Поправив здоровье, работал учителем хорового пения в учебных заведениях Ставрополя и Тифлиса, занимался сбором украинских песен на Кубани, записав там свыше 500 песен.
Руководил хорами филармонического общества «Боян» (1905—1906), Киевского университета (1908—1917), Киевской консерватории (с 1913), высших женских курсах, а также выступал дирижёром в Театре Николая Садовского. В этот период Александр Кошиц стал автором ряда духовных сочинений.
В 1910-х Александр Кошиц стал (совместно с К. Г. Стеценко) одним из основателей и руководителей Украинской хоровой капеллы, с которой в 1919 году выехал в эмиграцию и выступал во многих странах Европы и Америки, пропагандируя украинскую песню.
Умер 21 сентября 1944 года в канадском городе Виннипег. Там же были напечатаны его «Воспоминания» (часть 1 — 1947; часть 2 — 1948). Имя Кошица носит украинский хор в Канаде.